# David Krejčí
David Krejčí (28 de abril de 1986) es un centro checo profesional de hockey sobre hielo. Actualmente juega para los Boston Bruins de la Liga Nacional de Hockey (NHL) donde se desempeña como capitán suplente.

## Carrera
Antes de jugar en la NHL, Krejčí jugó una temporada en la Extraliga Checa con HC Kladno y cuatro temporadas en la Major Junior Hockey League de Quebec (QMJHL) con las Olimpiadas de Gatineau. Fue reclutado por los Boston Bruins con el puesto 63 en la general en el 2004 NHL Entry Draft.
Antes de jugar con Boston, jugó una temporada con Providence Bruins, filial de la AHL. Fue llamado y jugó en su primer juego de la NHL el 30 de enero de 2007. El partido terminó en una derrota por 7-1 contra los Buffalo Sabres y Krejčí sufrió una conmoción cerebral por parte del extremo derecho de Buffalo Adam Mair. Marcó su primer hat-trick en una victoria de 8-5 Bruins contra los Toronto Maple Leafs. Ganó la Copa Stanley con los Bruins el 15 de junio de 2011 cuando derrotaron a los Canucks de Vancouver por 4-0 en el séptimo partido.